# Trường Sa (nhạc sĩ)
Trường Sa (sinh 1940) là cựu Thiếu tá Hải quân Việt Nam Cộng hòa, đồng thời là một nhạc sĩ với nhiều bài tình ca nổi tiếng.

## Tiểu sử
Ông tên thật là Nguyễn Thìn, sinh năm 1940 tại Ninh Bình. Do cha là quân nhân, năm 1954 gia đình ông di cư vào Nha Trang, rồi đến năm 1957 thì định cư tại Thủ Đức.
Sau khi tốt nghiệp Sĩ quan khóa 12 Hải quân Việt Nam Cộng Hòa, ông giữ chức Hạm Phó tàu tuần duyên Trường Sa, bút hiệu Trường Sa được ông chọn trong thời điểm này. Đơn vị phục vụ cuối cùng của ông là Giang đoàn 63 Tuần Thám.
Trong khoảng thời gian từ năm 1965 đến 1966, ông viết các ca khúc đại chúng Mây trên đỉnh núi (Sáng tác đầu tay), Hành trang giã từ, Chuyện người đan áo, Một lần xa bến, Trên đường về thăm em... Từ năm 1966, ông chuyển hướng sang viết những tình ca buồn như Xin còn gọi tên nhau, Rồi mai tôi đưa em, Mùa thu trong mưa, Một mai em đi... Nữ ca sĩ Lệ Thu là người biểu diễn thành công nhất và đưa tên tuổi của Trường Sa đến với khán giả.
Trường Sa có một số bài viết về người lính biển như Hành trang giã từ, Chờ em trên bến, Sầu biển. Riêng bài Sầu biển được phổ biến rộng rãi trong hàng ngũ Hải Quân để gom tiền ủy lạo gia đình Trung tá Ngụy Văn Thà tử trận trong trận hải chiến Hoàng Sa 1974.
Khi sự kiện 30 tháng 4 năm 1975 xảy ra, ông theo một chiến hạm đến đảo Guam. Tại đây ông không tìm thấy gia đình nên xin Cao ủy Liên Hợp Quốc về người tị nạn can thiệp cho ông trở về Việt Nam bằng tàu Việt Nam Thương Tín. Dù vậy, khi về tới quê nhà, ông vẫn bị chính quyền mới đưa đi cải tạo lao động tại Phú Khánh và Nghệ Tĩnh trong 9 năm. Năm 1986, ông vượt biên và tiếp tục bị bắt giam 2 năm.
Đến năm 1989, ông vượt biển lần thứ hai thành công, tị nạn tại trại Pulau Bidong, Malaysia rồi định cư tại Tillsonburg, Ontario, Canada kể từ năm 1991 đến nay.
Năm 2003, trung tâm Thúy Nga vinh danh ông cùng với hai nhạc sĩ Lê Dinh và Phạm Mạnh Cương trong Paris By Night 70 - Thu Ca.

## Nhận xét
Nhạc sĩ Ngô Thụy Miên viết:
| “ | "Những năm cuối thập niên 60, đầu thập niên 70, giới yêu nhạc tại Sài Gòn đã được nghe 3 ca khúc bất hủ của nhạc sĩ Trường Sa: Xin Còn Gọi Tên Nhau, Rồi Mai Tôi Đưa Em và Mùa Thu Trong Mưa qua tiếng hát của nữ ca sĩ Lệ Thu. Chỉ với ba bản tình ca này, vườn hoa âm nhạc Việt Nam đã có thêm một bông hồng tuyệt đẹp. Cá nhân tôi, khi nghe 3 ca khúc này đã yêu ngay cái nét nhạc dịu dàng, bình lặng như dòng suối nhỏ lượn quanh khu vườn yên tĩnh, rồi bất chợt trỗi lên như cơn bão nổi, như con sóng thần ngập tràn dấu đau thương. Tôi cũng yêu nữa những lời ca sâu lắng, man mác buồn, chau chuốt nhưng không kiểu cách, không làm dáng. Cả ba bài đều mang chung một nhịp điệu Slow buồn. Hồn nhạc lãng đãng, mênh mang diễn tả những cuộc tình lỡ làng, có lẽ xuất phát từ chuyện tình cảm mất mát của người nhạc sĩ tài hoa này. Hãy lắng nghe tiếng hát Lệ Thu vút cao khi diễn tả những dòng âm thanh trầm bổng kỳ diệu để thấy kỹ thuật viết nhạc và lời ca của anh đã có thể lôi cuốn, đưa đẩy, dẫn dắt người nghe vào những cơn mưa êm đềm, hay vào những cơn hồng thủy, chấn động, nát tan con tim." | ” |

## Sáng tác
- 5 năm viễn xứ
- Bài ca tiếc nhớ
- Bài tình ca cho kỷ niệm
- Chuyện người đan áo (1967)
- Còn mãi xa người
- Cơn nắng hạ
- Đôi mắt em tôi
- Giấc mơ tiên
- Giọt sầu
- Hạnh phúc hôm nay 1 & 2
- Hành trang giã từ (1967)
- Khi chuyện tình đã cuối
- Khúc xa người
- Lệ hồng
- Mây trên đỉnh núi
- Một lần xa bến (1966)
- Một mai em đi
- Một thoáng mơ phai
- Mùa thu trong mưa (1968)
- Mùa xuân sao chưa về hỡi em
- Mùa xuân và tình yêu
- Ngày nào tình tôi
- Nghìn khuya
- Như hoa rồi tàn
- Những mùa thu qua trên cuộc tình tôi
- Nụ cười tím (1970)
- Paris em về
- Rồi mai tôi đưa em (1969)
- Ru em một đời
- Ru giấc tàn phai
- Vùng tuổi mây trời
- Sài Gòn ơi, tôi còn em đó
- Sầu biển
- Sầu muộn
- Tàn tạ
- Tâm sự người yêu lính thủy
- Thu vẫn qua đây mình ta
- Tình người Tôn Nữ
- Trên đường về thăm em
- Trong giấc mơ em
- Từ một ước mơ
- Xin còn gọi tên nhau (1969)
- Xin yêu nhau dù mai nữa
- Yêu em giữa đời quên lãng